# Microgale mergulus
Espèce
Répartition géographique
Statut de conservation UICN

 VU  : Vulnérable
Microgale mergulus est une espèce de petit mammifère amphibie de la famille des Tenrecidae. C'est un animal endémique de Madagascar.

## Systématique
Le nom valide complet (avec auteur) de ce taxon est Microgale mergulus (Forsyth Major, 1896).
L'espèce a été initialement classée dans le genre Limnogale sous le protonyme Limnogale mergulus Forsyth Major, 1896,.

### Publication originale
- (en) C. I. Forsyth Major, « Diagnoses of new mammals from Madagascar », Annals and Magazine of Natural History, Londres, Taylor & Francis, vol. 18, no 106,‎ octobre 1896, p. 318–325 (ISSN 0374-5481, OCLC 1481361, DOI 10.1080/00222939608680461, lire en ligne).